# Días calientes
Días calientes és una pel·lícula de l'Argentina dirigida per Armando Bó segons el seu propi guió que es va estrenar el 10 de maig de 1966 i que va tenir com a protagonistes a Isabel Sarli, Mario Passano i Ricardo Passano. El film va tenir el títol alternatiu de Los días calientes.

## Sinopsi
Una dona arriba a les illes per a rebre l'herència d'un germà que ha estat assassinat en aquesta localitat .

## Repartiment
- Isabel Sarli
- Mario Passano
- Ricardo Passano
- Claude Marting
- Raúl del Valle
- Mario Casado
- Elcira Olivera Garcés

## Comentaris
La Nación:
| « | ”Els germans Passano es defensen com a lleons de la vulgaritat dels seus personatges, en tant Isabel Sarli es mostra tan inexpressiva i monocorde com sempre. El film, en suma, té molts defectes. Però hi ha un particularment imperdonable: és lenta i avorrida”. | » |

Manrupe i Portela :
| « | ”Mediocre repetició d'altres tantes pel·lícules, amb intent d'al·legat contra productors frutícoles”. | » |